# 圣若泽-德阿雷阿尔
圣若泽-德阿雷阿尔（葡萄牙語：São José de Areal），是印度果阿邦South Goa县的一个城镇。总人口8352（2001年）。

## 人口
该地2001年总人口8352人，其中男性4282人，女性4070人；0—6岁人口1086人，其中男587人，女499人；识字率62.91%，其中男性为67.94%，女性为57.62%。